# Mimusops giorgii
Mimusops giorgii är en tvåhjärtbladig växtart som beskrevs av De Wild. Mimusops giorgii ingår i släktet Mimusops och familjen Sapotaceae.
Artens utbredningsområde är Kongo-Kinshasa. Inga underarter finns listade i Catalogue of Life.